# Greg Laurie
Greg Laurie (nacido el 10 de diciembre de 1952) es un autor y pastor bautista evangélico estadounidense que se desempeña como pastor principal de Harvest Christian Fellowship con sede en Riverside, California. También es evangelista de Harvest Crusades.
Su libro Jesus Revolution cubre sus experiencias del despertar espiritual estadounidense en medio de la década de 1970. La historia de Laurie, junto con su esposa Cathe, se representa en la película de 2023, Jesus Revolution, producida por Kingdom Story Company.

## Primeros años y educación
Greg Laurie nació en Long Beach, California. Fue criado por una madre soltera que tuvo siete matrimonios, a menudo mudándose a lugares muy diferentes, como Nueva Jersey y Hawái. Trabajar como repartidor de periódicos para el Daily Pilot en Los Ángeles, CA fue el primer trabajo de Greg Laurie. Laurie no se crio en la fe cristiana ni en el ambiente de una iglesia. En 1970, cuando Laurie tenía 17 años, se convirtió en un cristiano devoto en Newport Harbor High School bajo el ministerio del evangelista Lonnie Frisbee, mientras el Movimiento de Jesús estaba explotando en el sur de California.

## Ministerio
En 1973, a la edad de 19 años, bajo el ministerio del pastor Chuck Smith de Calvary Chapel, se le dio la oportunidad de dirigir un estudio bíblico de 30 personas. La iglesia que se formó a partir de este grupo, Harvest Christian Fellowship, ha crecido hasta convertirse en una de las iglesias más grandes de los Estados Unidos.
En 1990, fundó los eventos de evangelización Harvest Crusades.
Es miembro de la junta directiva de la Asociación Evangelística Billy Graham  También es capellán del Departamento de Policía de Newport Beach. En 2013, Laurie se desempeñó como Presidente Honorario del Grupo de Trabajo del Día Nacional de Oración. El presidente Donald Trump seleccionó al pastor Laurie como uno de varios líderes de la iglesia evangélica para participar en el Servicio Nacional de Oración organizado en la Catedral Nacional de Washington luego de la inauguración presidencial de 2017.
En 2017, Greg Laurie organizó un movimiento titulado "El año de las buenas noticias". Múltiples líderes de la iglesia firmaron la carta que escribió para iniciar el movimiento. Uno de los párrafos de la carta dice: "En una época de noticias falsas, noticias que distraen, noticias divisivas, noticias desordenadas y, a veces, noticias deprimentes, nosotros, como cristianos y líderes, queremos volver a comprometernos a asegurarnos de que la Las Buenas Nuevas de Jesús atraviesan todo. Hacemos un llamado a los cristianos en Estados Unidos para que hagan de 2017 "El Año de las Buenas Nuevas".
En 2017, su iglesia se convirtió en miembro de la Convención Bautista del Sur, luego de una solicitud de Laurie, debido a los importantes programas de evangelización nacional e internacional de esta última.

## Publicaciones y medios
Laurie ha escrito más de 70 libros, incluido The Upside-Down Church (1999, en coautoría con David Kopp): este libro ganó un Gold Medallion Book Award en la categoría "Ministerio cristiano" en 2000.
Laurie es presentadora del programa de radio sindicado A New Beginning, que se transmite en más de 1100 estaciones de radio en todo el mundo. A New Beginning también se presenta como un podcast cristiano disponible en iTunes. También es comentarista invitado en WorldNetDaily y aparece regularmente en un programa de televisión semanal llamado GregLaurie.tv en Trinity Broadcasting Network (TBN).

## Películas
Greg Laurie ha producido o escrito un total de 6 películas:
- Lost boy[18]
- Esperanza para los corazones heridos[19]
- Una ráfaga de esperanza[20]
- Steve McQueen: ícono estadounidense[21]
- Johnny Cash: la redención de un ícono estadounidense[22]
- Revolución de Jesús[23]

Está trabajando en un séptimo documental sobre Fama y Fe.

## Vida personal
Laurie reside en Newport Beach con su esposa, Catherine. La pareja tuvo dos hijos, Christopher y Jonathan, así como 5 nietos. El 24 de julio de 2008, Christopher murió en la escena de un accidente automovilístico a las 9 am en la autopista Riverside en dirección este al oeste de Serfas Club Drive en Corona, California. Tenía 33 años.

## Reconocimiento
Laurie tiene dos doctorados honorarios de la Universidad Biola y la Universidad Azusa Pacific.

## Publicaciones
- The Seeker's Bible: New Testament: New Living Translation. Wheaton, Ill: Tyndale House Publishers. 2000. ISBN 0-8423-3928-0.
- Every Day with Jesus: First Steps for New Believers. Wheaton, Ill: Tyndale House Publishers. 2004. ISBN 1-4143-0075-1.
- Losers and Winners, Saints and Sinners: How to Finish Strong in the Spiritual Race. New York: Warner Faith. 2005. ISBN 0-446-50015-1.
- Wrestling with God. S.l: Multnomah Pub. 2006. ISBN 1-59052-894-8.
- Lost Boy: My Story. Allen David / Kerygma;b. 2008. ISBN 1-9420-9021-8.
- Let God Change Your Life: How to Know and Follow Jesus. U.K.: David C. Cook. 2011. ISBN 978-1-4347-0207-4.
- Steve McQueen: The Salvation of an American Icon. American Icon Press. 2017. ISBN 1-9468-9105-3.
- Jesus Revolution: How God transformed an unlikely generation and how he can do it again today. Grand Rapids, Michigan: Baker Books. 2018. ISBN 978-0801075940.
- Johnny Cash: The Redemption of An American Icon. Terrill Marshall,. Washington, DC: Salem Books. 2019. ISBN 978-1-62157-974-8.
- World Changers: How God Uses Ordinary People to do Extraordinary Things. Larry Libby,. Grand Rapids, Michigan: Baker Books, a division of Baker Publishing Group. 2020. ISBN 978-0-8010-7595-7.
- Lennon, Dylan, Alice and Jesus. 2022.